# I Don't Believe
I Don't Believe è il terzo singolo pubblicato dalla cantante soul britannica Rox, tratto dal suo album di debutto, Memoirs nel 2010.

## Tracce
Promo Digital Rough Trade -
1. I Don't Believe - 2:38

## Classifiche
| Classifica (2010) | Posizione |
| ----------------- | --------- |
| Italia            | 57        |